# Karl Thiess
Karl Thiess (auch Thieß; * 19. September 1870 in Löbejün; † 28. September 1941 in Köln) war ein deutscher Wirtschaftswissenschaftler, Hochschulprofessor und Rektor, sowie Rat im japanischen Eisenbahnamt.

## Leben und berufliche Entwicklung
Nach dem Besuch der allgemeinbildenden Schulen nahm Karl Thiess ein Studium der Staatswissenschaften an den Universitäten Berlin und Heidelberg auf. Zum Thema „Die Lohnverhältnisse in Berlin seit 1882“ promovierte er zum Dr. phil. 1894 an der Universität in Heidelberg. Anschließend nahm er eine Beschäftigung im Statistischen Amt der Stadt Berlin auf. Von hier wechselte er 1895 nach Offenbach, als ihm der Posten des Generalsekretärs im Reichsverband der deutschen landwirtschaftlichen Genossenschaften angeboten wurde. In dieser Tätigkeit gab er 1898 die Publikation Sozialpolitische Leistungen der deutschen landwirtschaftlichen Genossenschaften heraus.
Ein völlig anders geartete Tätigkeit erwartete ihn 1900 in Hamburg bei der Schifffahrtsgesellschaft Hamburg-Amerika-Linie. Hier wurde er in den Vorstand der seit 1899 von Albert Ballin (1857–1918) geführten Hamburg-Amerikanische-Packetfahrts A.G. (HAPAG) gerufen. Als Direktor des Forschungsbüros der Reederei hat er die Aufgabe, die sich um die Jahrhundertwende öffnenden neuen Möglichkeiten des Seeverkehrs zu untersuchen und Vorschläge für geschäftliche Entscheidungen zu unterbreiten. Längere Reisen führten ihn in diesem Amt nach Bremen, Paris und St. Petersburg. Als ein Ergebnis seiner wissenschaftlichen Untersuchungen veröffentlichte er 1901 den Geschichtsabriss der deutschen Seefahrt im 19.Jahrhundert, zugleich Darstellung der Entwicklung der Hamburg-Amerika-Linie. Als kurz darauf in Danzig die neue Technische Universität Danzig gegründet wurde, um diesen sich heftig entwickelnden Schiffbaustandort durch die Ausbildung von Schiffbau-Ingenieuren zu stärken, folgte Karl Thiess 1904 dem Ruf auf eine Lehrtätigkeit. Hier wurde er ordentlicher Professor der Staatswissenschaften. Daneben waren die Fakultäten für Ingenieurwesen, für den Schiffs- und Schiffsmaschinenbau, für die Elektrotechnik, Chemie und das Bauwesen ins Leben gerufen worden. Aus der Beschäftigung und zur Durchdringung des Themas schrieb er 1907 eine Arbeit über „Die Deutsche Schifffahrt und Schifffahrtspolitik“. Außerdem veröffentlichte er in dieser Zeit einen Artikel in einer wissenschaftlichen Zeitschrift, in dem er die hohe Bedeutung der systematischen Forschung für Wirtschaftsunternehmen, sozusagen als Zukunftsinvestition ihrer eigenen Entwicklung unterstrich.

## Aufenthalt in Japan
Diesen Artikel hatte der Präsident der südmandschurischen Eisenbahn A.G. Gotō Shimpei (1857–1929), der sich selbst bis 1890 in Deutschland als Student bei Robert Koch in Berlin aufgehalten hatte, zur Kenntnis bekommen. Die darin vertretenen Thesen zur Notwendigkeit der wissenschaftlichen Arbeit in Unternehmen trafen seine aktuellen Bedürfnisse und geschäftlichen Interessen. Sein Bestreben war es eine Reformierung des japanischen Eisenbahnwesens zu erreichen. Gotō Shimpei hatte angeregt, Karl Thiess nach Japan zu holen, und dieser nahm ohne Zögern an. „Ohne meine Hamburger Praxis wäre ich niemals als Berater für eine ausländische Wirtschafts- und Kolonialverwaltung in dieses schöne Land gerufen worden“, bekannte er später. Nach seiner Ankunft in Tokio 1908 wurde er im Eisenbahnbüro der japanischen Regierung in der Position eines Rates im Eisenbahnamt für drei Jahre angestellt. Die Wichtigkeit dieser Entwicklungsarbeit wurde noch dadurch unterstrichen, dass dieses Amt am 5. Dezember 1908 aus dem Verkehrsministerium ausgegliedert und dem japanischen Kabinett direkt unterstellt wurde. Während seiner Dienstreisen in Japan und den Kolonien sammelte er Material und gab dann 1910 die Schrift Die Wirtschaftslage in der Mandschurei heraus. Ganz im Sinne der Überlegungen von Karl Thiess zur forschungsmäßigen Begleitung von Wirtschaftsentwicklungen war dann auch der Vorschlag von Gotō Shimpei zur Gründung eines neuen ‚Ostasiatischen Wirtschaftsforschungsbüros‘ (toa keizai chosakyoku). Über dieses Büro sollten Ziel und Richtung der zukünftigen Eisenbahnentwicklung erforscht und festgelegt werden. Der besondere Schwerpunkt galt dabei den Entwicklungen innerhalb der japanischen Kolonien auf dem Festland. Die Struktur und Organisation des Büros erfolgte nach dem Vorbild der entsprechenden Forschungsabteilung der Bank Crédit Lyonnais in Paris, die Karl Thiess während seiner Tätigkeit bei HAPAG kennengelernt hatte.
Sein Wirken in den Jahren bis 1911 wurde durch die zuständigen Regierungsstellen und Gotō Shimpei selbst hoch geschätzt. Nach Ablauf des Vertrages wurde er durch Otto Wiedfeldt (1871–1926) abgelöst. Als ein Ergebnis seiner Arbeit bei der Südmandschurischen Eisenbahn veröffentlichte Thiess 1913 den Artikel Die Weltspur der Eisenbahnen, der in der Zeitschrift Weltwirtschaftliches Archiv erschien. Hier forderte er eine Vereinheitlichung der Eisenbahntechnik über die Ländergrenzen hinaus zur Verbesserung des internationalen Waren- und Personenverkehrs. Ganz besonders lag ihm aber dabei am Herzen, dass sich die aneinander grenzenden Länder über eine gemeinsame Spurweite einigen mögen, wobei er für die Normalspur plädierte. Grundlage dafür waren die in den drei Jahren gesammelten Erfahrungen und erkannten Störfaktoren bei der japanischen Verkehrsentwicklung.
Nach Angaben der Deutschen Gesellschaft für Natur- und Völkerkunde Ostasiens (OAG) soll sich Karl Thiess in den 1920er Jahren noch mehrfach in Japan aufgehalten haben.

## Fortsetzung seiner wissenschaftlichen Entwicklung in Deutschland
Nach seiner Ankunft in Deutschland nahm Karl Thiess seine Lehrtätigkeit an der Universität in Danzig wieder auf. Einem Ruf als Professor für Staatswissenschaften der Handelshochschule Köln folgte er dann Anfang 1914. Hier setzte er sich für die Weiterentwicklung der Handelsschule zu einer Universität ein, gehörte zu den Mitunterstützern der Freigabe von Studienplätzen für Frauen und plädierte für die Einrichtung von Theologischen Fakultäten in evangelischer als auch katholischer Ausrichtung. Ein deutliches Zeichen setzte er dann mit einer Arbeit zur Hochschulbildung von Unternehmern. Die Rahmenbedingungen des Ersten Weltkrieges führten jedoch dazu, dass der Hochschulbetrieb zum Erliegen kam. 1916 veröffentlichte Thiess sein Buch Über die Preisbildung im Kriege.
Zur Wiedereröffnung der Universität 1919 erhielt Karl Thiess ein Ordinariat für wirtschaftliche Staatswissenschaften. Kurze Zeit darauf erfolgte seine Wahl zum Dekan der Wirtschafts- und Sozialwissenschaftlichen Fakultät in Danzig. In einem Artikel der Kölnischen Zeitung verwies er 1920 auf die zunehmende Bedeutung der Finanzwirtschaft im Gefüge der wirtschaftswissenschaftlichen Ausbildung an den deutschen Universitäten. Der Staat und die Städte benötigen, so seine Überlegungen, neuartige betriebswirtschaftliche Strukturen für ihr Steuer- und Revisionswesen, noch dringender für die eigenen Wirtschaftsbetriebe die ihnen unterstellt sind. An der Hochschule in Köln, mit der Karl Thiess bereits vor seinem Japaneinsatz eine enge Zusammenarbeit pflegte, wurden daraufhin der Finanzwirtschaft in den Vorlesungen und anderen Lehrveranstaltungen größerer Raum zugebilligt. Es wurden Veranstaltungen zum Zollrecht, zu den Reichssteuern und deren Einfluss auf die bestehenden Wirtschaftsunternehmen ins Programm mit aufgenommen. Auch gab es eine deutlichere Verzahnung zwischen der Rechtswissenschaftlichen und der Finanzwirtschaftlichen Fakultät.
Im Jahre 1923 wurde Karl Thiess zum Rektor der Universität zu Köln gewählt. Aus Anlass seiner Wahl hielt er einen Vortrag zum Thema Politik und Hochschulunterricht und eröffnete während einer wissenschaftlichen Veranstaltung über die Grundzüge der Universität die Diskussion mit seinen Ausführungen zum Geist des deutschen Studiums. Kurze Zeit darauf wurde er erneut zum Dekan der Wirtschafts- und Sozialwissenschaftlichen Fakultät in Danzig gewählt. Hier verlagerte er deutlicher seine Arbeitsschwerpunkte auf die Fachgebiete des Genossenschaftswesens und die Finanzwirtschaft. Im gleich Jahr erschien seine Arbeit Die Bedeutung industrieller Betätigung für den Staat. Und 1928 gab er die Schrift Handel und Genossenschaften heraus. Ab dem Wintersemester 1932 vertrat er seinen Kollegen Franz Helpenstein im Fach Genossenschaftswesen. Durch einen Erlass der Nationalsozialisten wurde das Seminar für Genossenschaftsarbeit 1934 geschlossen. Dennoch bot Karl Thiess die damit verbundenen Themen in Form von Vorträgen weiter an.
Nach seiner Emeritierung 1936 hielt er weiterhin Vorträge zu Themen der Wirtschaftswissenschaften und meldete sich mit wissenschaftlichen Beiträgen zu verkehrswirtschaftlichen Themen wiederholt zu Wort. Er starb 1941 in Köln.

## Veröffentlichungen
- Sozialpolitische Leistungen der deutschen landwirtschaftlichen Genossenschaften. 1898.
- Geschichtsabriss der deutschen Schifffahrt im 19. Jahrhundert, zugleich Darstellung der Entwicklung der Hamburg-Amerika-Linie. 1901.
- Deutsche Schifffahrt und Schifffahrtspolitik. 1907.
- Die Wirtschaftslage in der Mandschurei. Teil 1 und Teil 2. In: Mitteilungen der OAG. Band XIII und XIV, 1910–1911.
- Die Weltspur der Eisenbahn. In: Weltwirtschaftliches Archiv. 1913.
- Hochschulbildung für Unternehmer. 1914.
- Über die Preisbildung im Krieg. 1916.
- Politik und Hochschulunterricht. Publikation der Universität Köln, 1923.
- Die Bedeutung industrielle Betätigung für den Staat. 1925.
- Handel und Genossenschaften. 1928.